# Onthophagus kawaharai
Onthophagus kawaharai là một loài bọ cánh cứng trong họ Bọ hung (Scarabaeidae).